# Jordanoleiopus fenestrella
Jordanoleiopus fenestrella es una especie de escarabajo longicornio del género Jordanoleiopus, tribu Acanthocinini, familia Cerambycidae. Fue descrita científicamente por Jordan en 1903.

## Distribución
Se distribuye por Camerún.

## Descripción
La especie mide 7 milímetros de longitud.